# Kirche Beiersdorf (Grimma)

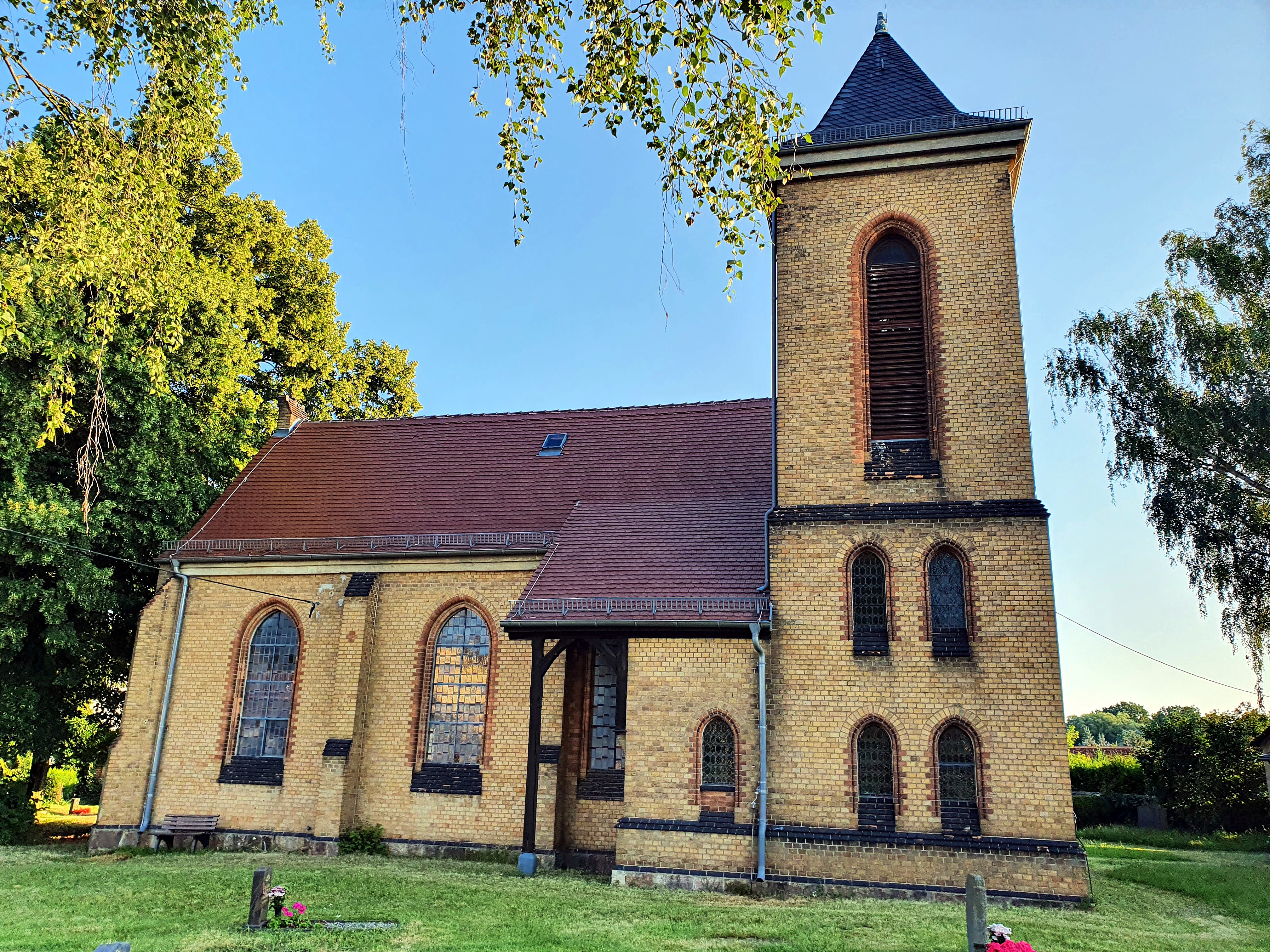
Kirche Beiersdorf

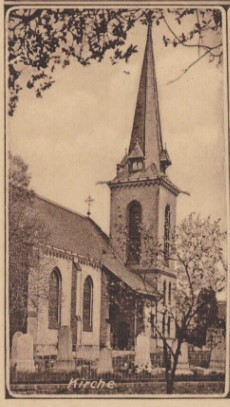
Kirche von Beiersdorf bei Grimma, Ansicht vor dem Zweiten Weltkrieg

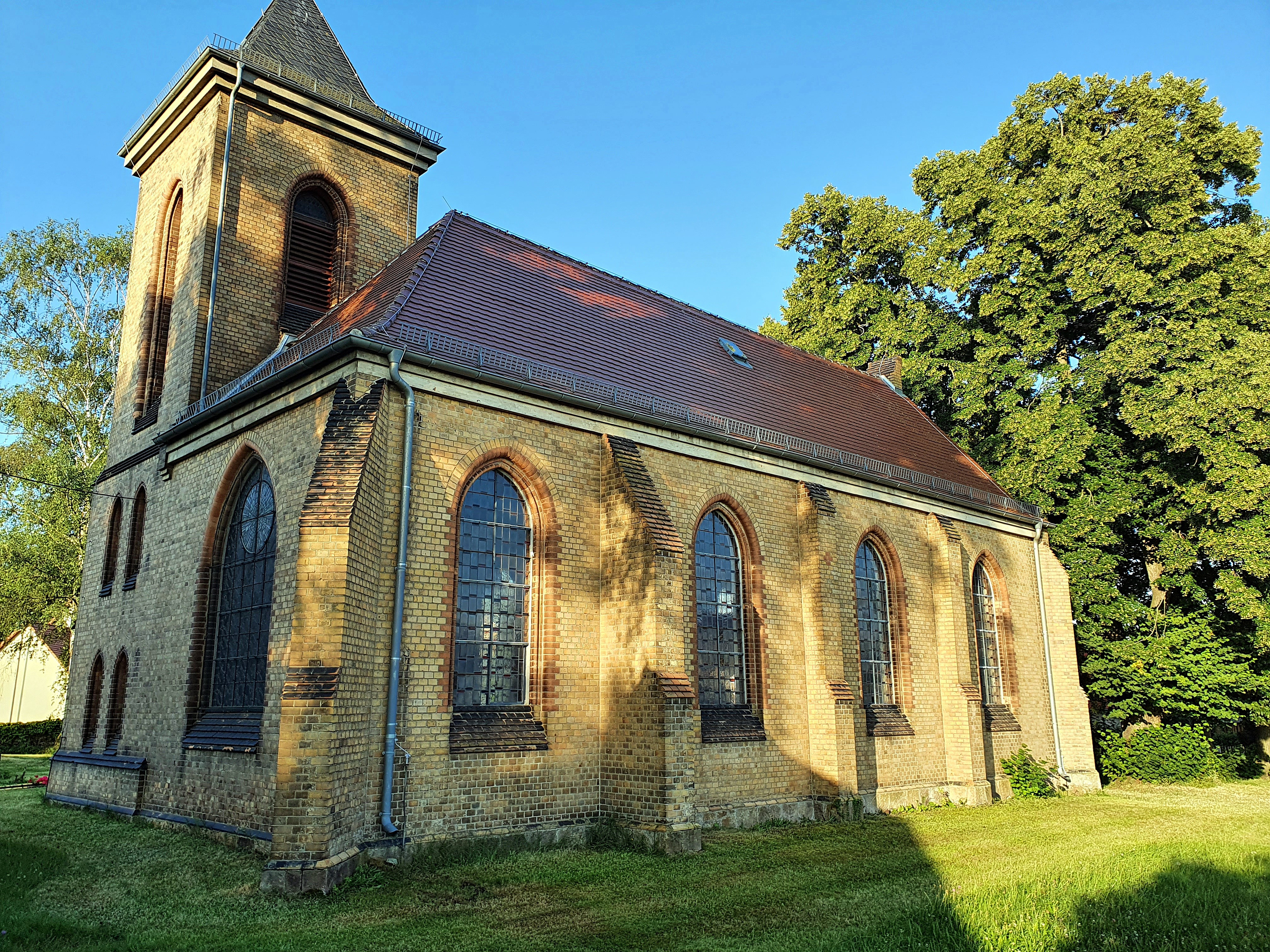
Gesamtansicht

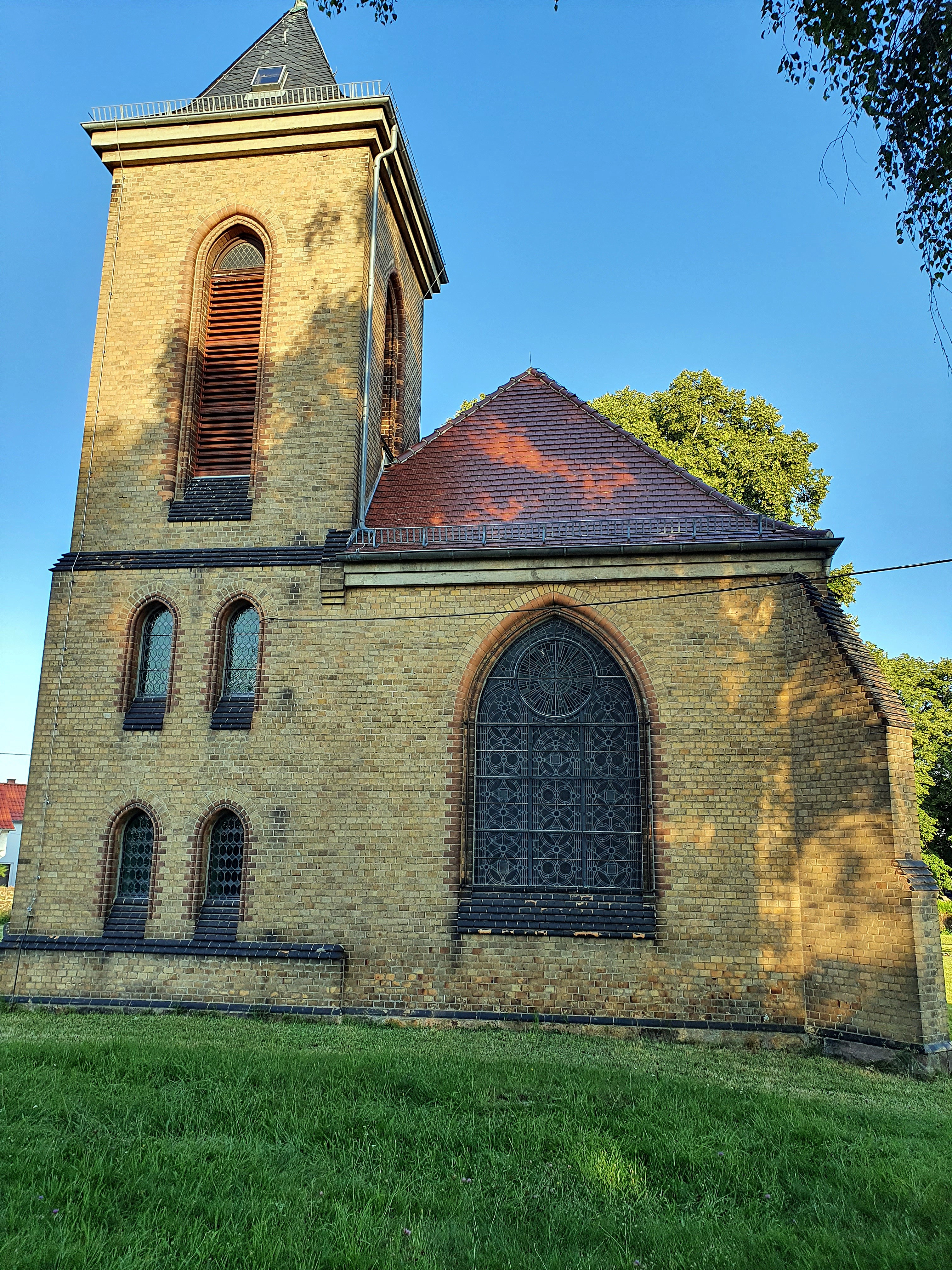
Turmseitenansicht

Die Kirche Beiersdorf ist der Sakralbau der Evangelisch-Lutherischen Landeskirche Sachsens in Beiersdorf, einem Stadtteil von Grimma im sächsischen Landkreis Leipzig. Sie steht mitten im Ort nahe der wichtigsten Straßenkreuzung in Beiersdorf.

## Geschichte und Ausstattung
Die heutige Kirche hatte eine romanische Vorgängerkirche, deren historische Tür das Kreismuseum Grimma in seinem Bestand hat.
Sie entstand von 1886 bis 1887 mit Baustil-Elementen des Historismus und der Neogotik nach Plänen von Architekt Christian Schramm. Das Gotteshaus ist ein als Saalkirche errichteter, gelber Klinkerbau mit eingezogenem, gerade geschlossenem Chor und mit Spitzbogenfenstern. Es gibt Bleiglasfenster sowie im Altarraum eine Ornament-Bleiverglasung.
Das Kirchenschiff hat eine gewölbte Bretterdecke, der Chor ein Kreuzgratgewölbe. Zur Ausstattung gehören Taufstein, Pièta und Orgel.
Eine Wandstelle mit Namen erinnert an drei Personen der Gutsbesitzerfamilien Anders.
Der Kirchturm steht seitlich an der Südseite des Chors und hat ein Pyramidendach; das ursprüngliche, anspruchsvoll gestaltete Kirchturmdach war – wie historische Aufnahmen zeigen – fast noch einmal genauso hoch wie der Kirchturm.
Der Kirchhof ist ummauert, die Einfriedungsmauer besteht aus Bruchstein. Das Gotteshaus ist baugeschichtlich, ortsgeschichtlich, personengeschichtlich sowie ortsbildprägend von Bedeutung und in der Kulturdenkmal-Liste mit der Nummer 08966601 verzeichnet.
Es gibt ein Denkmal für die Gefallenen des Ersten Weltkriegs (Monolith aus Beuchaer Granit) und einen liegenden Gedenkstein mit der Aufschrift „Die Opfer der Kriege mahnen zum Frieden“ außerhalb der Friedhofsmauer neben dem Kirchhof-Eingang.

## Orgel
Die Orgel ist ein Werk von Hermann Eule Orgelbau Bautzen aus dem Jahr 1887 mit acht Registern auf einem Manual und Pedal, das 1993 durch Georg Wünning restauriert wurde.

## Kirchgemeinde
1999 haben sich die Evangelisch-Lutherischen Kirchgemeinden Hohnstädt und Beiersdorf zur Kirchgemeinde Hohenstädt-Beiersdorf vereinigt – sie hat mit der Kirchgemeinde Grimma, Kirchgemeinde Nerchau und Kirchgemeinde Döben-Höfgen ein Schwesternkirchverhältnis. Die Kirchgemeinde gehört zum Kirchspiel Muldental im Kirchenbezirk Leipziger Land der Evangelisch-Lutherischen Landeskirche Sachsens. Pfarrer ist seit 2012 Markus Wendland.